# Leichtathletik-Weltmeisterschaften 2011/Teilnehmer (Swasiland)
| Gelbes Symbol für Goldmedaillen mit stilisierten Olympischen Ringen | Graues Symbol für Silbermedaillen mit stilisierten Olympischen Ringen | Braundes Symbol für Bronzemedaillen mit stilisierten Olympischen Ringen |
| ------------------------------------------------------------------- | --------------------------------------------------------------------- | ----------------------------------------------------------------------- |
| —                                                                   | —                                                                     | —                                                                       |

Der Leichtathletik-Verband Swasilands stellte bei den Leichtathletik-Weltmeisterschaften 2011 im koreanischen Daegu zwei Teilnehmer.

## Ergebnisse

### Männer

#### Laufdisziplinen
| Athlet             | Disziplin | Vorlauf    | Vorlauf | Halbfinale    | Halbfinale    | Finale        | Finale        |
| Athlet             | Disziplin | Zeit       | Platz   | Zeit          | Platz         | Zeit          | Platz         |
| ------------------ | --------- | ---------- | ------- | ------------- | ------------- | ------------- | ------------- |
| Sibusiso Matsenjwa | 200 m     | 21,29 s PB | 47      | ausgeschieden | ausgeschieden | ausgeschieden | ausgeschieden |

### Frauen

#### Laufdisziplinen
| Athletin          | Disziplin | Vorlauf    | Vorlauf | Halbfinale    | Halbfinale    | Finale        | Finale        |
| Athletin          | Disziplin | Zeit       | Platz   | Zeit          | Platz         | Zeit          | Platz         |
| ----------------- | --------- | ---------- | ------- | ------------- | ------------- | ------------- | ------------- |
| Phumlile Ndzinisa | 200 m     | 24,15 s NR | 32      | ausgeschieden | ausgeschieden | ausgeschieden | ausgeschieden |